# GOLDEN BAD
『GOLDEN BAD』（ゴールデン・バッド）は、2000年7月28日に発売された井上陽水のベスト・アルバムである。

## 解説
大ヒットとなったベスト『GOLDEN BEST』から丁度1年後にリリースされた。
ジャケットは『GOLDEN BEST』の陽水の写真を反転させたものが使われており、前作ベストとは正反対の内容となっていることも関連している。『GOLDEN BEST』が代表曲に挙げられるような有名な曲、シングル曲などが中心に選曲されていたが、本作はそれとは対照的にB面やアルバム曲などが中心に収録されている。いわゆる裏ベストと言われるものである。
本作のクレジット欄には、「BAD Producer」,「BAD Staff」,「BAD A&R」...という具合に、肩書きに「BAD」が付けて強調されている。
「BAD!」ではじまる文章では、自ら解説（ライナーノーツ）を書くことを拒否している。

## 収録曲
特記以外作詞・作曲・編曲:井上陽水
1. 紅すべり　編曲:BAnΛNA
  - 『夢寝見』（シングル）より
2. My House　編曲:星勝
  - 『あやしい夜をまって』より
3. Be-Pop Juggler　
  - 『UNDER THE SUN』より
4. SINGING ROCKET　編曲:Andrew Ritten
  - 『九段』より
5. 野蛮な再会　作詞・作曲:井上陽水 忌野清志郎／ホーン・アレンジ:村田陽一
  - 『永遠のシュール』より
6. ライバル　作曲:井上陽水 川島裕二／編曲:川島裕二
  - 『ハンサムボーイ』より
7. ダメなメロン　編曲:大村憲司
  - 『新しいラプソディー』（シングル）より
8. 俺はシャウト!　作曲:玉置浩二／編曲:井上陽水 安全地帯 中西康晴 川島裕二
  - 井上陽水・安全地帯『夏の終りのハーモニー』（シングル）より
9. バレリーナ　編曲:BANANA
  - 『バレリーナ』より
10. 夢寝見　編曲:BAnΛNA 藤井丈司
  - 『ハンサムボーイ』より
11. Speedy Night　編曲:星勝
  - 『いっそ セレナーデ』（シングル）より
12. 全部GO　編曲:矢萩渉
  - 『Negative』より
13. Yellow Night　編曲:川島裕二
  - 『あやしい夜をまって』より
14. UNDER THE SUN　編曲:窪田晴男
  - 『UNDER THE SUN』より